# Arthur Hultling (ingenjör)
Arthur William Svante Hultling, född 4 augusti 1891 i Vännäs församling i Västerbottens län, död 30 juni 1934 i Örebro, var en svensk civilingenjör, författare och skribent. 
Han tillhörde pingströrelsens tidning Evangelii Härolds första redaktion. Han var även redaktör för frikyrkliga tidskrifterna Betlehemsstjärnan och Soluppgång.
Hultling gifte sig 1918 med Maja Carlsson som var föreståndare för Vallersvik i många år. Deras son är skådespelaren Arthur Hultling, som är far till läkaren Claes Hultling och sportjournalisten Katarina Hultling.